# Ukrainischer Eishockeypokal
Der Ukrainische Eishockeypokal ist der nationale Pokalwettbewerb in der Ukraine im Eishockey. Er wurde bisher nur vereinzelt ausgetragen.

## Titelträger
| Saison | Sieger        |
| 2007   | HK Sokil Kiew |
| 2022   | HK Sokil Kiew |